# Titus Raveica
Titus Raveica (n. 29 august 1935, sat Șcheia, județul Iași - d. 31 ianuarie 2013) a fost filozof, profesor universitar, senator în legislatura 1990-1992, ales în județul Iași pe listele Frontului Salvării Naționale și primul președinte al Consiliului Național al Audiovizualului.
Titus Raveica a demisionat pe 1 septembrie 1992. A fost profesor de filosofie la Universitatea din Iași. În cadrul activității sale parlamentare, Titus Raveica a fost membru în grupurile parlamentare de prietenie cu Republica Italiană, Republica Islamică Iran și Regatul Spaniei.